# Afrika Museum

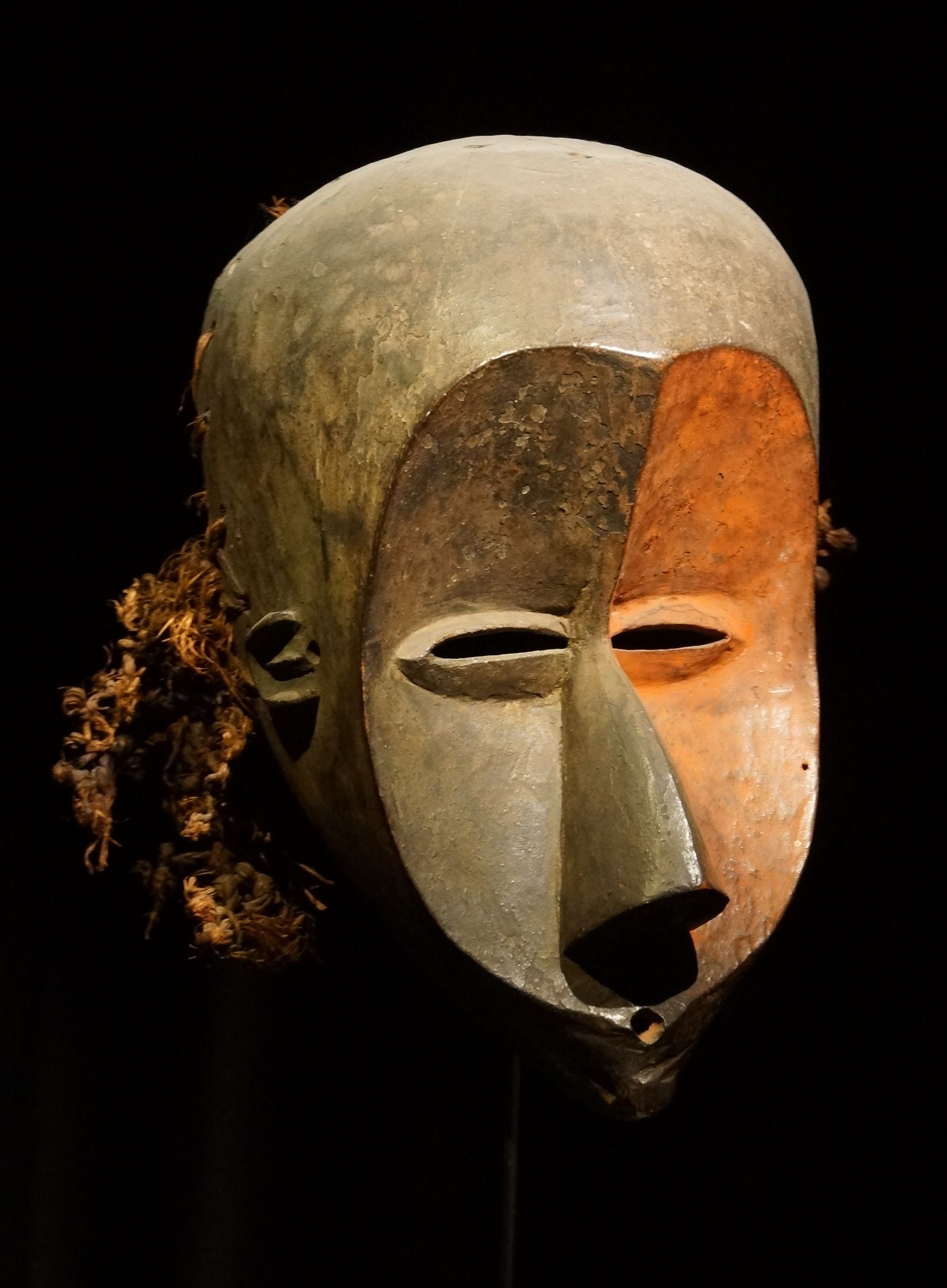
Maske aus Gabun im Afrika Museum

Das Afrika Museum war ein Völkerkundemuseum in der niederländischen Gemeinde Berg en Dal, einem Vorort von Nijmegen in der Provinz Gelderland. Es war das einzige Museum der Niederlande, das ausschließlich auf afrikanische Kunst und die Kulturen südlich der Sahara ausgerichtet ist. Das Afrika Museum wurde 1954 von der katholischen Missionsgesellschaft vom Heiligen Geist (Spiritaner) gegründet. Ab 2014 gehörte es zum Nationaal Museum van Wereldculturen. Aufgrund eines Streits zwischen dem katholischen Orden, der weiterhin Grundstückseigentümer war, und der Leitung des Nationalmuseums, wurde es im November 2023 geschlossen.

## Geschichte
Die Anfänge des Museums gehen auf eine kleine, aber wertvolle Privatsammlung von niederländischen Missionaren der Kongregation des Heiligen Geistes zurück, die mehr als hundert Jahre in Afrika gearbeitet hatten und bestrebt waren, den Menschen in ihrer Heimat Einblicke in die fremde afrikanische Lebenswelt zu ermöglichen. Pater P. Bukkems, der lange in Tansania tätig gewesen war, setzte sich besonders für die Errichtung eines Afrika-Museums ein. Im Jahr 1954 wurden in einer ersten Ausstellung Objekte gezeigt, die von den Missionaren im Laufe der Jahre aus Afrika mitgebracht und bisher nur bei Missionswanderausstellungen gezeigt worden waren.
Der Außenbereich wurde im Jahr 1987 zu einem Freilichtmuseum umgestaltet. Im Zuge von Renovierungsmaßnahmen wurden im Jahr 2006 mehrere ältere Einzelgebäude durch einen modernen Zwischenbau, das gläserne Atrium, miteinander verbunden und die Museumsfläche auf diese Weise nahezu verdoppelt.
Im Jahr 2014 fusionierte das Afrika Museum mit dem Tropenmuseum in Amsterdam und dem Reichsmuseum für Völkerkunde in Leiden. Die drei Museen bildeten zusammen das „Nationalmuseum der Weltkulturen“ (niederländisch: Nationaal Museum van Wereldculturen, NMVW), sie behielten jedoch zunächst ihre bisherigen Namen und Alleinstellungsmerkmale. Als vierter Standort kam 2017 das Wereldmuseum Rotterdam hinzu. Eigentümer des Grundstücks in Berg en Dal blieb jedoch die Kongregation des Heiligen Geistes, die das Gelände an das Nationalmuseum der Weltkulturen verpachtete. 
Ab 2020 entbrannte ein Streit zwischen beiden Seiten über die Ausrichtung des Museums. Die Leitung des NMVW wollte das moderne Afrika ins Zentrum der Ausstellungen rücken und zeitgenössische Entwicklungen wie die Bewegung Black Lives Matter oder die niederländische Rassismusdebatte um die Figur des Zwarte Piet thematisieren. Die Spiritaner wünschten hingegen, weiterhin die traditionelle Sammlung und das nachgebaute afrikanische Dorf zu zeigen, das sie unter der Verantwortung des Nationalmuseums vernachlässigt sahen. Zudem verlangte der Orden eine Erhöhung der Pachtgebühr. Im Rahmen einer namentlichen Vereinheitlichung der vier Standorte des NMVW wurde das Afrika-Museum zum 4. Oktober 2023 in Wereldmuseum Berg en Dal umbenannt. Schließlich ließ die Kongregation der Spiritaner den Pachtvertrag auslaufen, und das Museum wurde zum 27. November 2023 geschlossen. Es läuft ein Rechtsstreit um die Zuordnung der Sammlungsgegenstände und etwaige Geldzahlungen.

## Museumsgebäude

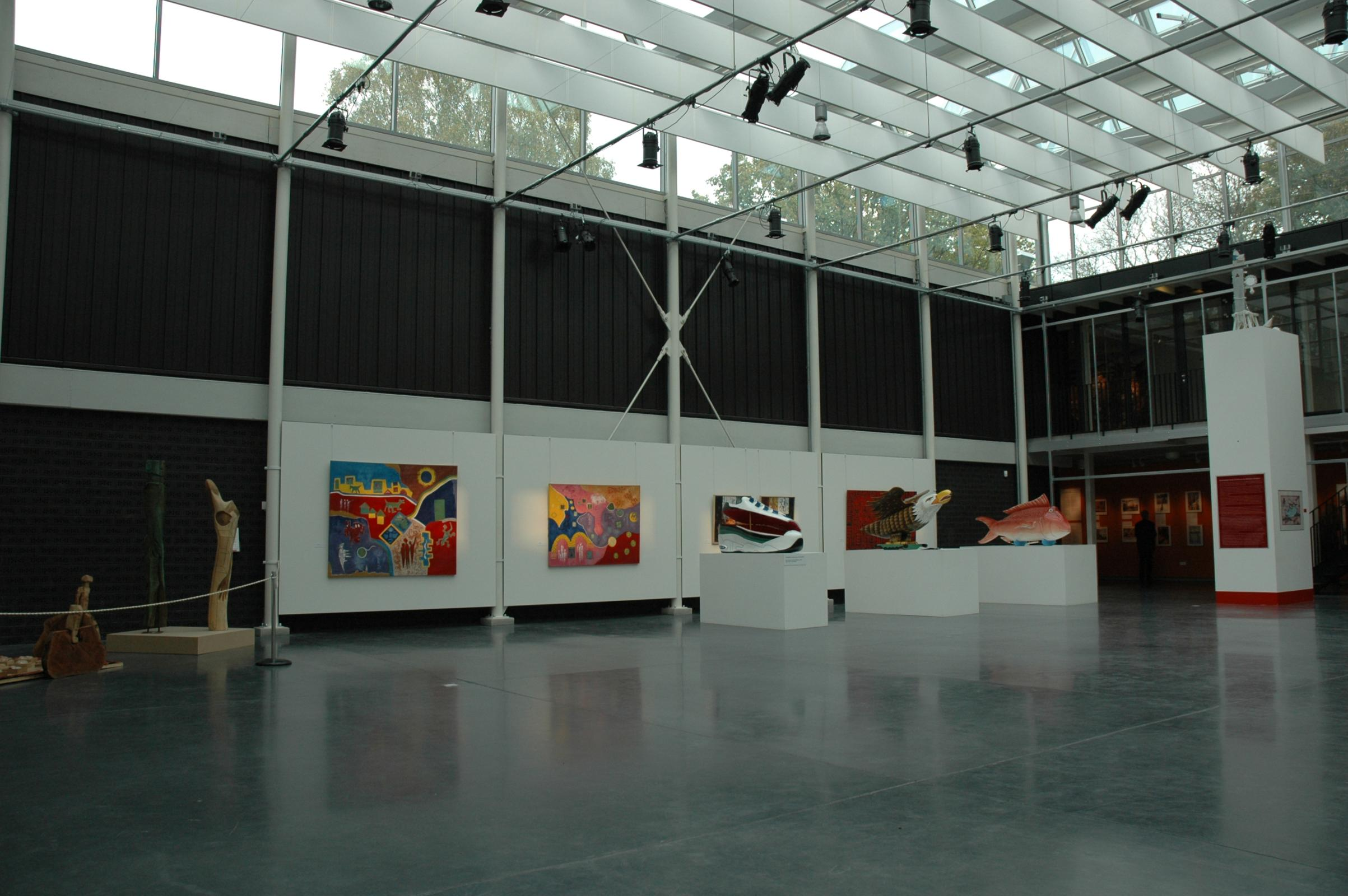
Das Atrium des Afrika Museums

Das Museumsgebäude ist ein moderner zweigeschossiger Gebäudekomplex mit Flachdach. In einem etwa 500 m² großen lichtdurchfluteten Atrium finden bis zu 500 Personen Platz. Das Atrium wurde als Ausstellungsraum und für Veranstaltungen genutzt.
Ein von der Farbe Rot dominierter Saal mit 150 Sitzplätzen – das sogenannte Auditorium – kann für Vorführungen, Vorträge oder Symposien genutzt werden. Dieser Raum wurde von den Designern Scholten und Baijings aus Amsterdam gestaltet; ein großer Wandteppich und die Sitze wurden eigens für das Afrika Museum entworfen und angefertigt.

Für Aktivitäten in kleineren Gruppen stehen drei weitere Versammlungsräume zur Verfügung.

## Ausstellungen
Hauptthemen waren die afrikanische Architektur, zeitgenössische afrikanische Kunst, Religion und Gesellschaft.
Im Museumsgebäude befindet sich eine umfangreiche Sammlung afrikanischer Kunst als Dauerausstellung. Es gibt insgesamt 8.200 Ausstellungsstücke aus Afrika, darunter Masken, Amulette und Gegenstände aus den Themenbereichen Kunsthandwerk und Magie. Die Fotosammlung des Museums umfasst ca. 10.000 Stücke.
Es fanden regelmäßig auch temporäre Ausstellungen statt, die einzelnen afrikanischen Künstlern gewidmet waren oder ein besonderes Afrika-Thema betrafen. So wurde beispielsweise im Jahr 2012 die Ausstellung „Göttlich und unheimlich – Das Geheimnis der Schlange“ gezeigt, bei der auch Leihgaben renommierter internationaler Museen ausgestellt wurden. Im folgenden Jahr konnte der aus Nigeria stammende und in den Niederlanden lebende Bildhauer Josiah Onodome Onemu (* 1945) seine Arbeiten im Afrika Museum fast ein Jahr lang effektvoll präsentieren.
Anfang 2016 wurde in der Ausstellung „Rhythm & Roots“ anhand von Instrumenten, Filmausschnitten und Musikfragmenten gezeigt, wie Afrika die Musikgeschichte geprägt hat. Ein weiteres Highlight war die Sonderausstellung „The Icons of National Geographic“ mit über 70 Werken von 10 Top-Fotografen der Zeitschrift National Geographic.

## Freilichtmuseum

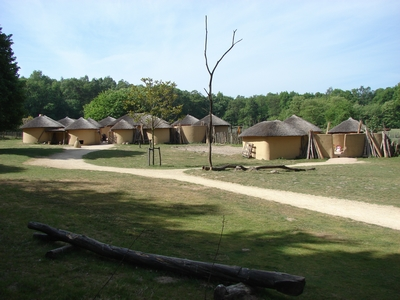
Kusasi-Anwesen im Afrika Museum

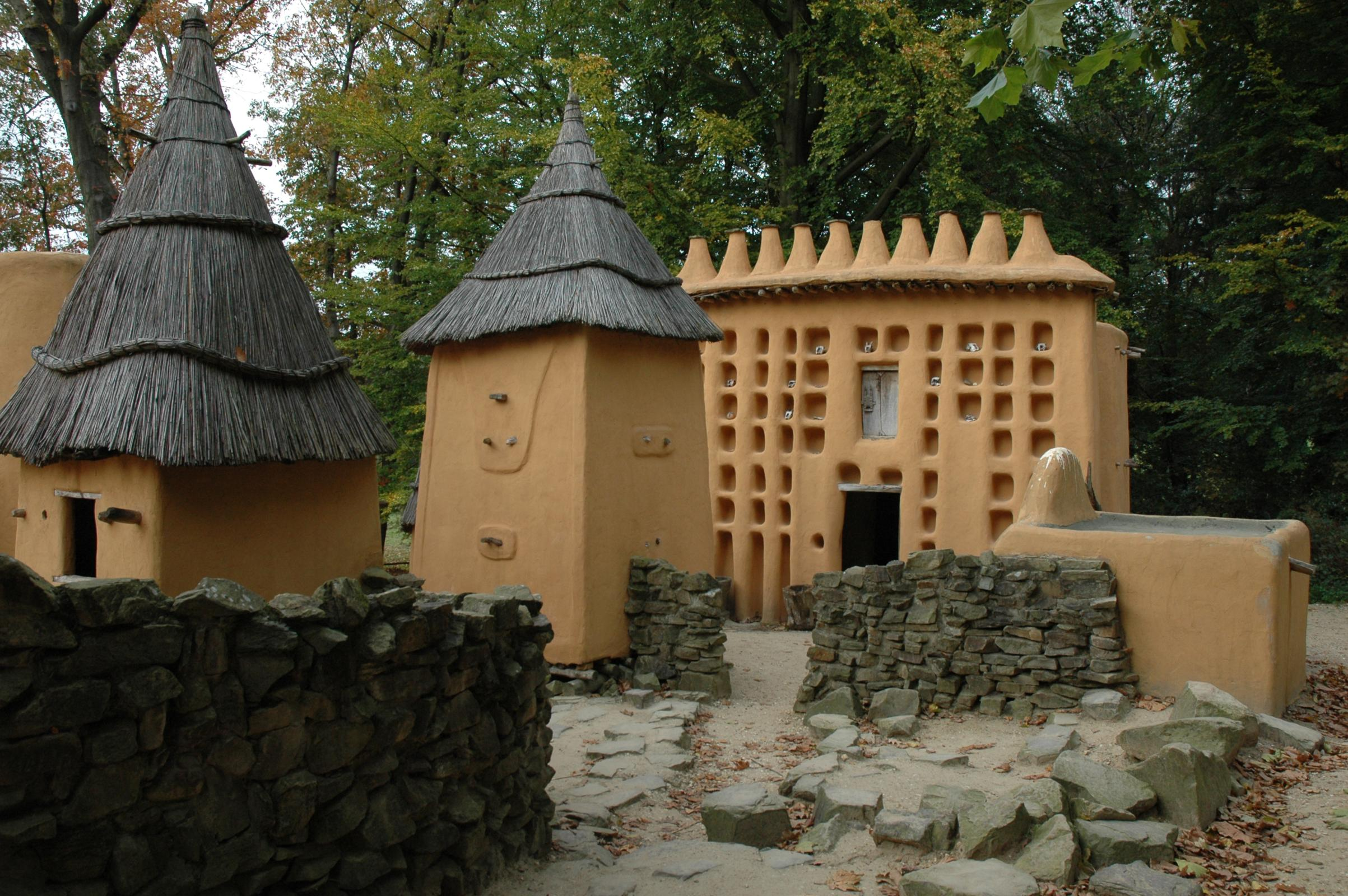
Typische Felsenhäuser der Dogon im Afrika Museum

Das angeschlossene Freilichtmuseum befindet sich auf einem mehrere Hektar großen, mit zahlreichen älteren Laubbäumen bestandenen Außengelände westlich und nördlich des Museumsgebäudes. Zwischen ausgedehnten gepflegten Rasenflächen gelangt man auf Spazierwegen mit wassergebundener Decke zu originalgetreu nachgebauten Lebensstätten afrikanischer Stämme oder Bevölkerungsgruppen.
Der empfohlene Rundgang beginnt bei der kleinen Siedlung der Landwirtschaft betreibenden Kusasi aus Tempane, einem Dorf im Nordosten von Ghana. Zusätzlich zu den typischen runden Wohngebäuden ohne Türen werden auch europäische Einflüsse gezeigt, wie Möbel, Radios und Fahrräder.
Auch die Häuser des Bergvolks der Basotho aus Lesotho, einige festungsähnlich gebaute Häuser der Dogon aus dem Gebiet des Felsengebietes von Bandiagara im südlichen Mali und ein Lager der Baka-Pygmäen aus Kamerun, die als Jäger und Sammler im tropischen Regenwald leben, können besichtigt werden. Zu diesem Volk, das wegen der zunehmenden Abholzung des Regenwaldes seine traditionelle Lebensweise umstellen muss und zunehmend seine Identität verliert, wird im Museumsgebäude eine Sonderausstellung gezeigt.
In einer Wasserfläche wurden außerdem zwei Pfahlbauten errichtet, wie sie von der Bevölkerungsgruppe der Toffinu in Ganvié, einem Dorf an der Südküste von Benin, gebaut werden. Das Material für diese Bauten stammt aus Benin. Eines der Gebäude beherbergt ein Informationszentrum, das andere wurde so authentisch wie möglich als Wohnung einer Toffinu-Familie nachgebildet.
Es gibt im Außengelände auch eine künstlich angelegte Wasserfläche mit Flamingos und ein kleines Restaurant. Für Kinder wurden übergroße, bunt bemalte Tierfiguren – wie beispielsweise eine über 20 m lange Schlange – als Spielgeräte aufgestellt; sie wurden als Sonderanfertigungen für das Afrika Museum aus Spritzbeton hergestellt.

## Museumsleitung
Die niederländische Anthropologin und Afrikaexpertin Irene Hübner war mehr als 30 Jahre lang für das Museum tätig und seit 2008 auch dessen Direktorin. Nach Meinungsverschiedenheiten mit dem Leiter des neu gebildeten Nationalmuseums der Weltkulturen, Stijn Schoonderwoerd, wechselte sie im Jahr 2014 an das Museum für Völkerkunde in Hamburg. Bis zu seiner Schließung wurde das Museum von Marieke van Bommel (Generaldirektorin) und Wayne Modest (Inhaltlicher Direktor) geleitet.

## Service
Zusätzlich zu den normalen Führungen organisierte das Afrika Museum auf Wunsch auch Workshops zu speziellen Themen wie beispielsweise „Afrikanische Musik“, „Afrikanisch Kochen“ oder „Afrikanische Geschichten“.
Alle Räume konnten auch für private Veranstaltungen wie Geburtstagsfeiern oder Betriebsfeste angemietet werden.

## Lage
Das Museum befindet sich im Postweg 6 in Berg en Dal, nahe der deutsch-niederländischen Grenze bei Kranenburg-Wyler und der niederländischen Stadt Nijmegen. Es liegt südwestlich der Ortschaft Berg en Dal in einer von Wäldern und Wiesen geprägten Landschaft und ist gut mit öffentlichen Verkehrsmitteln oder per Auto zu erreichen.